# 山木屋工区

山木屋工区（やまきや こうく）は、福島県伊達郡川俣町にある国道114号の改良区間である。当項では工区間に位置し、先んじて事業化されていたバイパスである小綱木バイパス（こつなぎ バイパス）についても記す。

## 概要
川俣町中心部の国道349号交点より東側へ小綱木地区、山木屋地区をへて浪江町に至る国道114号は、福島市と原子力発電所立地地域とを直結する重要な幹線道路でありながら急カーブ、狭隘区間が続き、安全な通行の妨げとなっていた。そのため2001年度より小綱木トンネルを主とする小綱木バイパスが事業化された。2011年3月11日に発生した東日本大震災に伴う福島第一原子力発電所事故により帰還困難区域として設定された浪江町津島地区の国道114号が通行止めとなっていたが、2017年9月20日より自由通行が認められ、交通量の増大が見込まれること、また津波、原子力事故被災地の復興を進めるために「ふくしま復興再生道路」に位置づけられたことから、小綱木バイパス以外の未改良区間の現道拡幅や新規トンネル、橋梁建設によるバイパス化などの改良が2013年度に事業化された。起点側から山木屋1工区、小綱木バイパス、山木屋2工区、山木屋3工区の事業区間に分けられており、早期に事業開始されていた小綱木バイパスが2017年6月28に全線開通した後の11月15日に山木屋工区の起工式が行われ、幾度かの暫定開通を経て2023年3月21日に全線の供用が開始された。また、福島県道62号原町二本松線重用区間の終端付近は山木屋地区の中心市街地であるため、交通安全施設等整備事業である山木屋（公安）工区として事業化された。
山木屋1工区
- 起点：小綱木字松ノ口（川俣バイパス終点）
- 終点：小綱木字沢
- 全長：3.1km
- 幅員：6.0（9.75）m
- 総事業費：93億円[2]

小綱木バイパス
- 起点：小綱木字沢
- 終点：小綱木字字上船形石
- 全長：2.6km
- 幅員：6.0（10.0）m
- 総事業費：29億円[3]

山木屋2工区
- 起点：小綱木字上船形石
- 終点：山木屋字細田（福島県道62号原町二本松線 二本松方面交点）
- 全長：1.6km
- 幅員：6.0（9.75）m
- 総事業費：10億円[4]

山木屋（公安）工区
- 起点：山木屋字赤坂
- 終点：山木屋字問屋（福島県道62号原町二本松線 飯舘方面交点）
- 全長：0.8km

山木屋3工区
- 起点：山木屋字房由
- 終点：山木屋字境林山（浪江町境西側）
- 全長：5.3km
- 幅員：6.0（9.75）m
- 総事業費：52億円[5]

## 沿革
- 2001年度 - 小綱木バイパス事業着手
- 2013年度 - 山木屋工区事業着手
- 2015年
  - 4月24日 - 小綱木バイパス一部供用開始（小綱木トンネル区間）
  - 6月28日 - 小綱木バイパス全線供用開始
  - 11月15日 - 山木屋工区起工式実施
- 2021年
  - 7月6日 - 山木屋2工区一部供用開始
  - 7月16日 - 山木屋3工区一部供用開始
- 2022年
  - 3月18日 - 山木屋1工区一部供用開始（泡吹地トンネル区間）
  - 8月9日 - 山木屋3工区一部供用開始
  - 12月26日 - 山木屋1工区一部供用開始（関場トンネル区間）
- 2023年
  - 3月21日 - 山木屋工区全線供用開始

## 道路施設

### トンネル
関場トンネル
- 全長：243.0m
- 施工：寿建設・小野工業所JV

泡吹地トンネル
- 全長：203.0m
- 幅員：10.25m
- 高さ：4.7m
- 竣工：2019年9月
- 施工：寿建設[6]

小綱木トンネル
- 全長：646.0 m
- 幅員：6.0（9.5） m
- 有効高：4.7 m
- 工法：NATM（上半先進ベンチカット工法・補助ベンチ付全断面工法・発破掘削方式）
- 施工：佐藤・多田・小野・特定建設工事共同企業体
- 竣工：2012年（平成24年）6月[7]

国道改築事業として2010年度（平成22年度）より建設された。2011年（平成23年）2月15日に起工式が行われ、2012年（平成24年）3月4日に貫通、2012年（平成24年）4月24日に供用が開始された。総工費は12億2500万円。

### 橋梁
関向1号橋/2号橋
泡吹地1号橋/2号橋

## 接続路線
- 国道114号川俣バイパス 福島方面（小綱木字松ノ口 起点）
- 福島県道62号原町二本松線 二本松方面（山木屋字細田）
- 福島県道62号原町二本松線 飯舘方面（山木屋字問屋）
- 国道114号 浪江方面（山木屋字境林山　終点）

## 沿線
- 口太川
- 山木屋郵便局
- とんやの里（山木屋地区復興拠点商業施設）
- 川俣町立山木屋小学校
- 川俣町立山木屋中学校